# 5 Armia Pancerna (III Rzesza)
5 Armia Pancerna (5 APanc), Grupa Pancerna Zachód, niem. 5. Panzerarmee, Panzergruppe West – armia pancerna Wehrmachtu.

## Formowania i walki
Pierwszy raz utworzona w grudniu 1942 roku jako armia pancerna dla Afryki z przekształcenia dowództwa XC Korpusu Armijnego. Po walkach w Północnej Afryce 13 maja 1943 roku skapitulowała i 30 czerwca 1943 roku została rozwiązana.
Ponownie stworzona w styczniu 1944 we Francji, jako Grupa Pancerna Zachód, ze sztabu dowódcy wojsk pancernych na Zachodzie. Podlegała Naczelnemu Dowódcy na Zachodzie. Z powodu „wolnej” nazwy 5 sierpnia 1944 roku została przemianowana na 5 Armię Pancerną. 9 sierpnia nastąpiła jej reorganizacja. Na potrzeby operacji Lüttich część jej dywizji oraz dotychczasowy dowódca generał Heinrich Eberbach zostało przeniesionych do nowo powstałej Grupy Pancernej Eberbacha. Już pod nowym dowódcą Seppem Dietrichem walczyła w bitwie pod Falaise, gdzie doznała ciężkich strat. Następnie wycofano ją na tereny Niemiec, by mogła pod koniec 1944 wziąć udział w ofensywie w Ardenach. Po walkach o most przez Ren w miejscowości Remagen została zniszczona w Zagłębiu Ruhry w kwietniu 1945 roku. Podlegała wtedy Grupie Armii B.

## Dowódcy armii
- gen. artylerii Heinz Ziegler (grudzień 1942 - luty 1943)
- gen. płk Hans Jürgen von Arnim (luty 1943)
- gen. wojsk pancernych Gustav Fritz Julius von Vaerst (luty - czerwiec 1943)
- gen. wojsk pancernych Leo Geyr von Schweppenburg (luty - czerwiec 1944)
- gen. wojsk pancernych Heinrich Eberbach (czerwiec - sierpień 1944)
- gen. płk SS Josef Dietrich (sierpień - wrzesień 1944)
- gen. wojsk pancernych Hasso-Eccard von Manteuffel (wrzesień 1944 - marzec 1945)
- gen. płk Josef Harpe (marzec - kwiecień 1945)

## Struktura organizacyjna
Jednostki armijne (1944)309 Wyższe Dowództwo Artylerii, 5 Dowództwo Tyłowe i 5 Pułk Łączności Armii Pancernej
Skład w styczniu 1943
- 10 Dywizja Grenadierów Pancernych
- Dywizja „Hermann Göring”
- 334 Dywizja Piechoty

Skład w lipcu 1944
- XLVII Korpus Armijny
- II Korpus Pancerny SS
- I Korpus Pancerny SS
- LXXXVI Korpus Armijny

Skład w lutym 1945
- LXVI Korpus Armijny
- LVIII Korpus Armijny
- LXXIV Korpus Armijny